# 最佳網文日報儲藏所
最佳網文日報儲藏所（：／ ilbe jeojangso / ilgan best jeojangso */?， 簡稱일베、ilbe）是韓國的一個網路論壇網站。原本是收集DC Inside這個論壇網站中因偏激或有害而被刪除的內容進行保存的網站。
後來漸漸轉變成擁有獨自內容的极右派社群網站。以歧視韩国女性、歧視外勞、歧視韓國全罗地區、批評攻擊及恶意抹黑左派人士、贬低世越号事件而聞名。
自2010年代中期以来，人们认为它是各种社会问题的温床已经蔓延开来，因此也有许多人要求强行关闭该网站。

## 概要
由 Ilbe 存储库运营的公告板包括 Daily Best，Jjalbang、政治，恐怖，人气，推荐和游戏。 在公告板上，点赞用“向Ilbe”表示，点踩用“民主化”表示。网站会员无法在Daily Best公告板上直接发帖，在 Daily Best 以外的公告板上发布的帖子中收到了一定数量以上的点赞 (向Ilbe)才可以从公告牌分类至每日最佳以外的公告牌改变为每日最佳。
至少从 2012 年 12 月开始，已经有 100 万会员，其中包括重复会员，以及 20,000 多个工作日的白天并发用户,截至2016年9月平日白天，并发用户数保持在2万以上。
然而，由于朴槿惠政府的弹劾案，例如朴槿惠崔顺实门，以及朴思慕成员大量涌入,2016 年 9 月，每日访问 Ilbe 的平均人数维持在 700,000 人次，但在 2016 年 10 月崔顺实丑闻爆发时，日均访问人次下降了 100,000 人次至 609,000 人次。 之后，11 月再次下降至平均 538,000，然后在 12 月和 2018 年 1 月保持在 522,000 和 522,000，未从原始数量恢复。 直到 2016 年 9 月，平日白天通常记录超过 20,000 的并发用户数（基于 PC）在 11 月之后也降至 10,000 的低位。

## 參见
- 韩国保守主义
- 民主化 (讽刺)